# فرنسيس فوكس
فرنسيس فوكس (بالإنجليزية: Francis Fox)‏ هو محامي وسياسي كندي، ولد في 2 ديسمبر 1939 بمونتريال في كندا. حزبياً، نشط في الحزب الليبرالي الكندي. وقد انتخب عضو مجلس الشيوخ الكندي وانتخب عضو مجلس العموم الكندي.